# Championnat des îles Caïmans de football 2010-2011
Navigation
Saison précédente Saison suivante
La saison 2010-2011 du Championnat des îles Caïmans de football est la trente-deuxième édition de la première division aux Îles Caïmans, nommée CIFA National Premier League. Les huit formations de l'élite sont réunies au sein d'une poule unique où elles s'affrontent trois fois au cours de la saison. Le dernier du classement est relégué tandis que le 7e doit affronter le vice-champion de Division One en barrage de promotion-relégation. 
C'est le club d'Elite SC qui remporte la compétition cette saison après avoir terminé en tête du classement final, avec onze points d’avance sur George Town SC et quatorze sur Bodden Town FC. Il s’agit du second titre de champion des îles Caïmans de l'histoire du club.

## Qualifications continentales
Le champion des îles Caïmans et son dauphin se qualifient pour la phase de poules de la CFU Club Championship 2012.

## Les clubs participants
- Scholars International
- Roma FC
- Future SC
- Elite SC
- George Town SC
- Bodden Town FC
- Tigers FC
- East End United - Promu de Division One

## Compétition
Le barème de points servant à établir le classement se décompose ainsi :
- Victoire : 3 points
- Match nul : 1 point
- Défaite : 0 point

### Classement
| Rang | Équipe                  | Pts | J  | G  | N | P  | Bp | Bc | Diff |
| ---- | ----------------------- | --- | -- | -- | - | -- | -- | -- | ---- |
| 1    | Elite SC                | 46  | 21 | 14 | 4 | 3  | 61 | 33 | +28  |
| 2    | George Town SCC         | 35  | 21 | 10 | 5 | 6  | 37 | 30 | +7   |
| 3    | Bodden Town FC          | 32  | 21 | 9  | 5 | 7  | 43 | 37 | +6   |
| 4    | Scholars InternationalT | 30  | 21 | 9  | 3 | 9  | 37 | 27 | +10  |
| 5    | Roma FC                 | 30  | 21 | 10 | 0 | 11 | 32 | 35 | -3   |
| 6    | Future SC               | 25  | 21 | 7  | 4 | 10 | 31 | 44 | -13  |
| 7    | Tigers FC -6            | 19  | 21 | 8  | 1 | 12 | 40 | 52 | -12  |
| 8    | East End UnitedP        | 16  | 21 | 4  | 4 | 13 | 33 | 56 | -23  |

|  | Qualification pour la CFU Club Championship 2012                                         |
|  | Participation au barrage de promotion-relégation                                         |
|  | Relégation en Division One                                                               |
|  | T : Tenant du titre C : Vainqueur de la Coupe des îles Caïmans P : Promu de Division One |

### Résultats
| Résultats (▼dom., ►ext.) | BOD | EEU | ELI | FUT | GEO | RMU | SCI | TIG | BOD | EEU | ELI | FUT | GEO | RMU | SCI | TIG |
| Bodden Town FC           |     | 1-1 | 1-7 | 3-0 | 1-3 | 2-3 | 0-4 | 6-1 |     |     | 3-4 | 3-0 |     |     | 1-1 |     |
| East End United          | 2-4 |     | 1-1 | 5-2 | 1-3 | 2-4 | 1-4 | 2-1 | 0-2 |     | 0-3 |     |     | 1-3 |     | 3-7 |
| Elite SC                 | 2-2 | 2-0 |     | 3-1 | 3-2 | 2-1 | 5-3 | 3-2 |     |     |     |     |     | 0-1 | 1-4 |     |
| Future FC                | 0-0 | 4-2 | 0-5 |     | 1-1 | 0-2 | 2-1 | 4-4 |     | 5-3 | 1-0 |     | 3-4 |     |     | 1-3 |
| George Town SC           | 3-3 | 1-3 | 1-3 | 1-1 |     | 0-1 | 2-1 | 1-2 | 1-0 | 1-1 | 2-2 |     |     | 1-2 | 1-0 |     |
| Roma United              | 1-2 | 3-1 | 2-3 | 1-0 | 1-4 |     | 1-2 | 2-3 | 0-1 |     |     | 0-2 |     |     |     | 1-4 |
| Scholars International   | 1-3 | 1-1 | 2-2 | 2-1 | 1-2 | 3-0 |     | 3-0 |     | 0-1 |     | 0-1 |     | 2-1 |     | 0-1 |
| Tigers FC                | 3-2 | 4-2 | 0-2 | 1-2 | 0-1 | 0-2 | 0-2 |     | 0-3 |     | 4-8 |     | 0-2 |     |     |     |

#### Barrage de promotion-relégation
Le 7e de Premier League, Tigers FC, rencontre le vice-champion de Division One, Academy FC, pour se disputer la dernière place pour le championnat de première division de la saison suivante, le 4 mai 2011. Tigers FC bat Academy FC, le score n'est pas connu et se maintient donc parmi l'élite.

## Bilan de la saison
| Championnat des îles Caïmans de football 2010-2011 |                     |
| Champion                                           | Elite SC (2e titre) |
| Coupes et trophées                                 |                     |
| Vainqueur de la Coupe des îles Caïmans 2010-2011   | George Town SC      |
| Qualifications continentales                       |                     |
| CFU Club Championship 2012                         | Elite SC            |
| CFU Club Championship 2012                         | George Town SC      |
| Promotions et relégations                          |                     |
| Promus en CIFA National Premier League             | Cayman Athletic SC  |
| Relégués en Division One                           | East End United     |